# Jakobstraße 18 (Weimar)

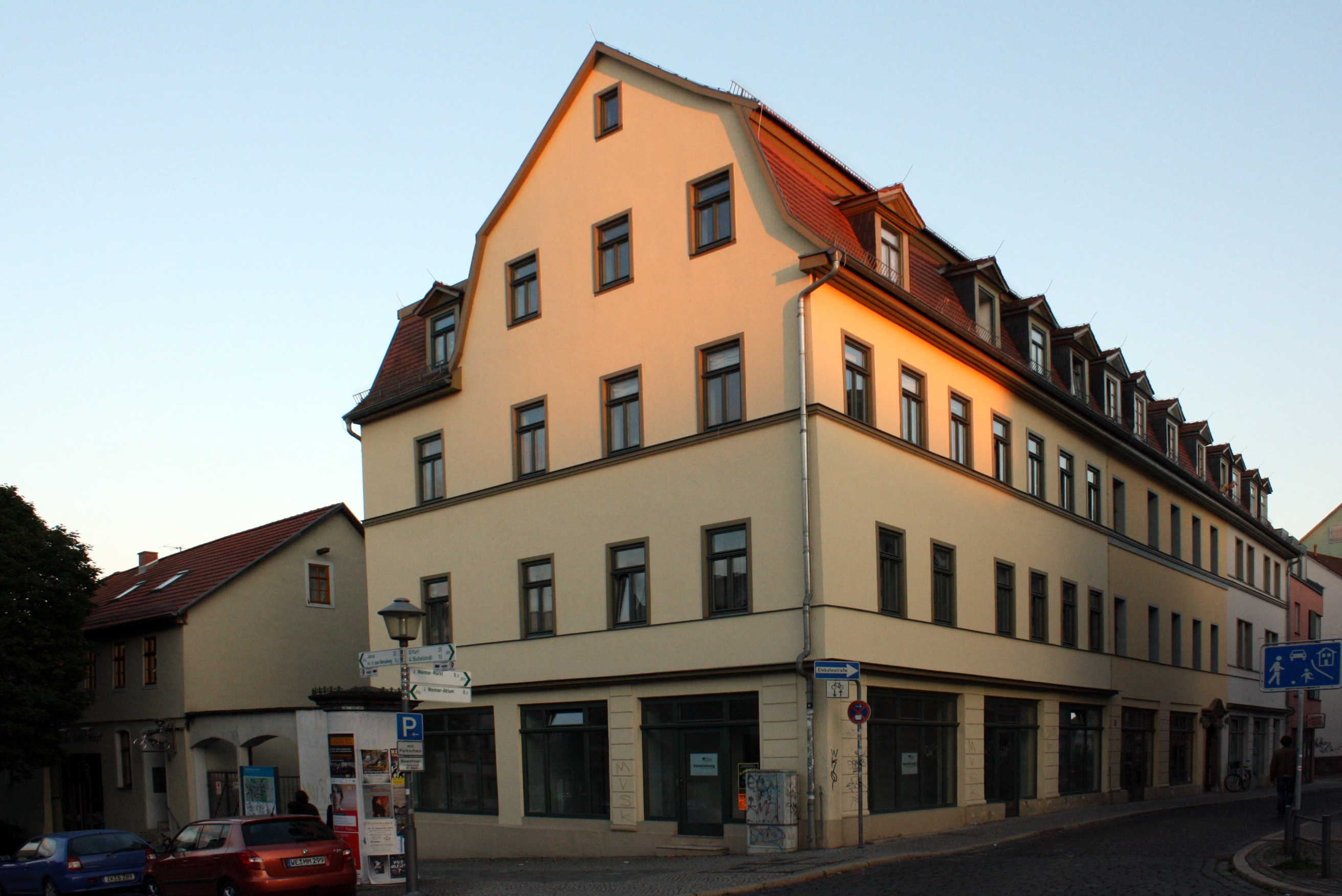
Jakobstraße 18

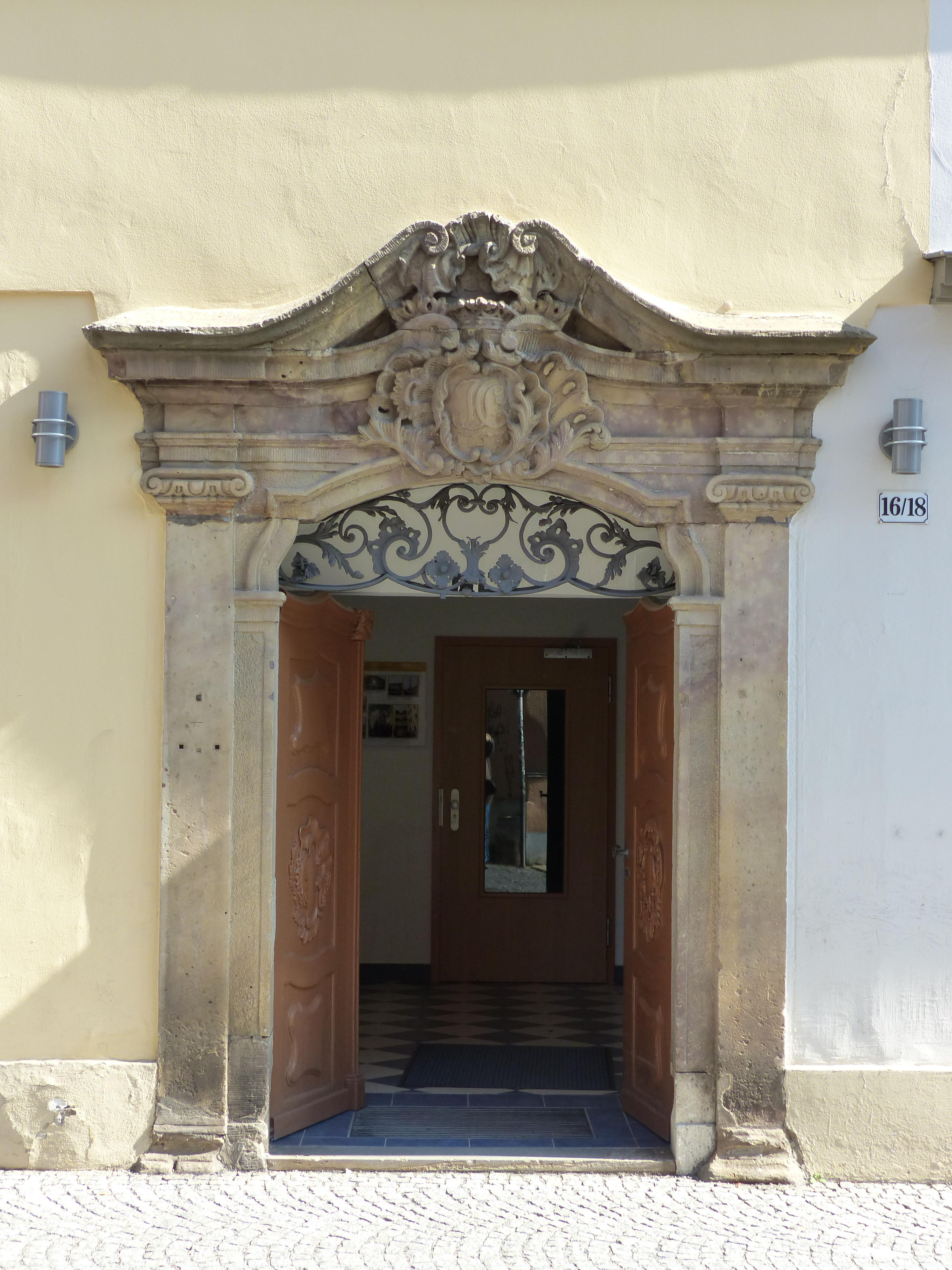
Portal Jakobstraße 16/18

Das an der südlichen Ecke Graben/Jakobstraße in der Altstadt Weimar befindliche Haus 16/18 ist ein mehrgeschossiges Wohn- und Geschäftshaus.

## Geschichte
Es ist ein mehrgeschossiges Gebäude aus der Barockzeit, das an dem Portal bei Haus 16 klar zu sehen ist. In diesem Haus befand sich 1877 bis 1879 vor ihrer Verlegung in die Jakobstraße 6 die Druckerei von dem aus Neustadt/Orla stammenden Rudolf Borkmann, die unter dem Namen Graphische Kunstanstalt, Buch- und Steindruckerei, Verlag Rudolf Borkmann firmierte. Um 1900 war hier die Kolonialwarenhandlung »Richard Wieduwilt«. Das Haus 16/18 war Jakobstraße 16/18 zu DDR-Zeiten Oberbekleidung »Exquisit«, vor 1945 Möbelhaus Hermann Peters. Das Haus Jakobstraße 16 jedenfalls wurde um 1750 errichtet. Hier hatte sich das innere Jakobstor befunden.
Außer als Geschäft ist hier eine Einrichtung für betreutes Wohnen untergebracht.
Das Gebäude Jakobstraße 18 ist aufgeführt auf der Liste der Kulturdenkmale in Weimar (Einzeldenkmale). Die gesamte Jakobstraße steht unter Denkmalschutz.